# 안젤라 알바라도
앤절라 알바라도(Angela Alvarado Rosa, 1972년 6월 7일 ~ )는 미국의 배우, 감독이다.
뉴욕에서 태어났다.

## 출연 작품
- 프리덤 라이터스 (2007년)
- 트러블 러브 (2005년)
- 킹핀 (2003년)
- 쇼타임 (2002년)
- 디-톡스 (2002년)
- 보스 (1999년)
- 더티 게임 (1997년)
- 너를 위하여 (1994, I'll Do Anything)
- 샤도우헌터 (1993년) - 레이 역
- 킬러 나이트 (1993년)
- 나이트 이글 (1990년)
- 결혼의 조건 (1988년)
- 살사 댄싱 (1988년)

### 텔레비전
- 덱스터 (2006)